# Ma Yanhong
Ma Yanhong (Pekín, China, 21 de marzo de 1964) es una gimnasta artística china, especialista en la prueba de las barras asimétricas con la que ha logrado ser campeona olímpica en 1984.

## Carrera deportiva
En el Mundial de Fort Worth 1979 ganó el oro en asimétricas, empatada con la alemana Maxi Gnauck, ambas por delante de la rumana Emilia Eberle.
En el Mundial de Moscú 1981 gana la medalla de plata en la plata en asimétricas, y también consiguió la medalla de plata en el concurso por equipos, tras la Unión Soviética y delante de Alemania del Este, siendo sus compañeras de equipo: Chen Yongyan, Zhu Zheng, Wu Jiani, Wen Jia y Li Cuiling.
En los JJ. OO. de Los Ángeles 1984 gana el bronce en el concurso por equipos, tras Rumania y Estados Unidos, siendo sus compañeras de equipo: Huang Qun, Chen Yongyan, Wu Jiani, Zhou Ping y Zhou Qiurui.